# بيتر جونستون
بيتر جونستون (بالإنجليزية: Peter Johnstone)‏ هو مدرب كرة قدم ولاعب كرة قدم بريطاني (وحمل سابقاً جنسية المملكة المتحدة لبريطانيا العظمى وأيرلندا) في مركز الدفاع، ولد في 30 ديسمبر 1887 في المملكة المتحدة، وتوفي في 16 مايو 1917 في أراس في فرنسا. لعب مع نادي سلتيك.